# Louis-Étienne Saint-Denis
Louis-Étienne Saint-Denis (Versailles, 22 september 1788 – Sens, 3 mei 1856) was een lid van de Mammelukken van de Keizerlijke Garde en was lijfmammeluk van Napoleon Bonaparte. Hij stond bekend als Mammeluk Ali en bleef Napoleon trouw tijdens diens ballingschappen op Elba en Sint-Helena.

## Biografie
Louis-Étienne Saint-Denis was afkomstig uit Versailles en zijn vader behoorde tot de Revolutie tot het stalpersoneel van koning Lodewijk XVI. Hij volgde aanvankelijk een opleiding tot notarisklerk tot dat de contacten van zijn vader in 1806 hem een positie bezorgden als leerling-rijknecht bij de keizerlijke stallen. In 1811 was hij opgeklommen tot onderrijknecht. In deze functie behoorde hij tot het gevolg van Napoleon dat hem vergezelde op de diverse veldtochten en reizen.
Na zijn bezoek aan het geïncorporeerde Nederland in 1811 vroeg Napoleon Bonaparte aan zijn hofmaarschalk Armand Augustin de Caulaincourt om een geschikte kandidaat te zoeken die dienst kon doen als zijn tweede lijfmammeluk, naast Roustam Raza. Op 11 december 1811 presenteerde Caulaincourt Saint-Denis aan Napoleon die hem daarna in dienst nam. Hij ging hierbij gekleed in een oosters kostuum en werd in de hofadministratie aangeduid met de naam Ali. Saint-Denis vergezelde Napoleon dan ook tijdens zijn veldtocht naar Rusland. Vanuit zijn functie in de hofhouding was hij een van de eerste die de brug over de Berezina kon oversteken en keerde hij met Napoleon mee terug naar Parijs.
Tijdens het Beleg van Mainz in 1814 raakte hij van Napoleon gescheiden en hervatte pas zijn dienst bij Napoleon in juli van dat jaar op Elba. Tijdens zijn verblijf daar verzocht de keizer hem om zijn mammelukkenkledij te verruilen voor gewone burgerkledij. Saint-Denis behoorde tot het gevolg van Napoleon tijdens de Honderd Dagen en ging met hem mee in ballingschap op Sint-Helena, waar hij een van zijn kamerdienaren was. Op het eiland trad hij in 1819 in het huwelijk met de Engelse Mary Hall en kreeg met haar een jaar later een dochter. Saint-Denis was aanwezig bij het overlijden van de keizer.
Na diens overlijden scheepte hij zich in om terug te keren naar Frankrijk en in 1826 kreeg hij beschikking over 150.000 francs die Napoleon hem had nagelaten. Hij ging met zijn vrouw en kind in Sens wonen waar hij teruggetrokken leefde. Saint-Denis was in 1840 aanwezig bij de staatsbegrafenis van Napoleon in Parijs. Vanaf 1841 begon hij met het schrijven van zijn memoires en hij overleed in 1856.